# Englisch-Niederländischer Krieg (1665–1667)
Lowestoft – Bergen – Viertageschlacht – St. James’s Day Fight – Medway
Der Zweite Englisch-Niederländische Krieg war ein militärischer Konflikt zwischen dem Königreich England und den Vereinigten Provinzen der Niederlande, der offiziell von März 1665 bis Juli 1667 ausgetragen wurde. Inoffiziell hatten die Engländer jedoch schon 1663 die Kampfhandlungen eröffnet.
Es war der zweite in einer Reihe englisch-niederländischer Seekriege im 17. und 18. Jahrhundert. In der Auseinandersetzung ging es vor allem um die Gewinnung wirtschaftlicher Vorteile. In den Krieg verwickelt wurden auch die Königreiche Frankreich und Dänemark auf Seiten der Niederlande sowie das Hochstift Münster auf Seiten Englands, nahmen jedoch alle nur in eher geringem Umfang an ihm teil. Zur Beendigung der letztlich für die Niederlande siegreichen Kampfhandlungen, die drei offene Seeschlachten umfassten, schlossen die Parteien schließlich am 31. Juli 1667 den für die Niederlande günstigen, aber für England moderaten Frieden von Breda.

## Vorgeschichte
(Hinweis: Kalenderdaten in diesem Artikel beziehen sich auf den gregorianischen Kalender, der dem damals in England verwendeten julianischen Kalender zehn Tage voraus war.)
Bereits in den Jahren von 1652 bis 1654 hatten das Commonwealth of England und die Vereinigten Provinzen der Niederlande den erbitterten ersten Englisch-Niederländischen Seekrieg geführt, in dem die beiden Mächte um die Dominanz im Welthandel gerungen hatten. Er war am 8. Mai 1654 mit dem Frieden von Westminster beendet worden, in dem die Niederlande die englische „Navigation-Act“ anerkennen mussten, welche vorschrieb, dass die Einfuhr außereuropäischer Güter nach England ausschließlich auf Schiffen unter englischer Flagge oder auf Schiffen der Ursprungsländer erfolgen dürfe. Dieser Beschluss zielte vor allem auf die Verdrängung der Niederländer aus dem lukrativen englischen Handel und war daher nicht geeignet, den handelspolitischen Konkurrenzkampf zu beenden.

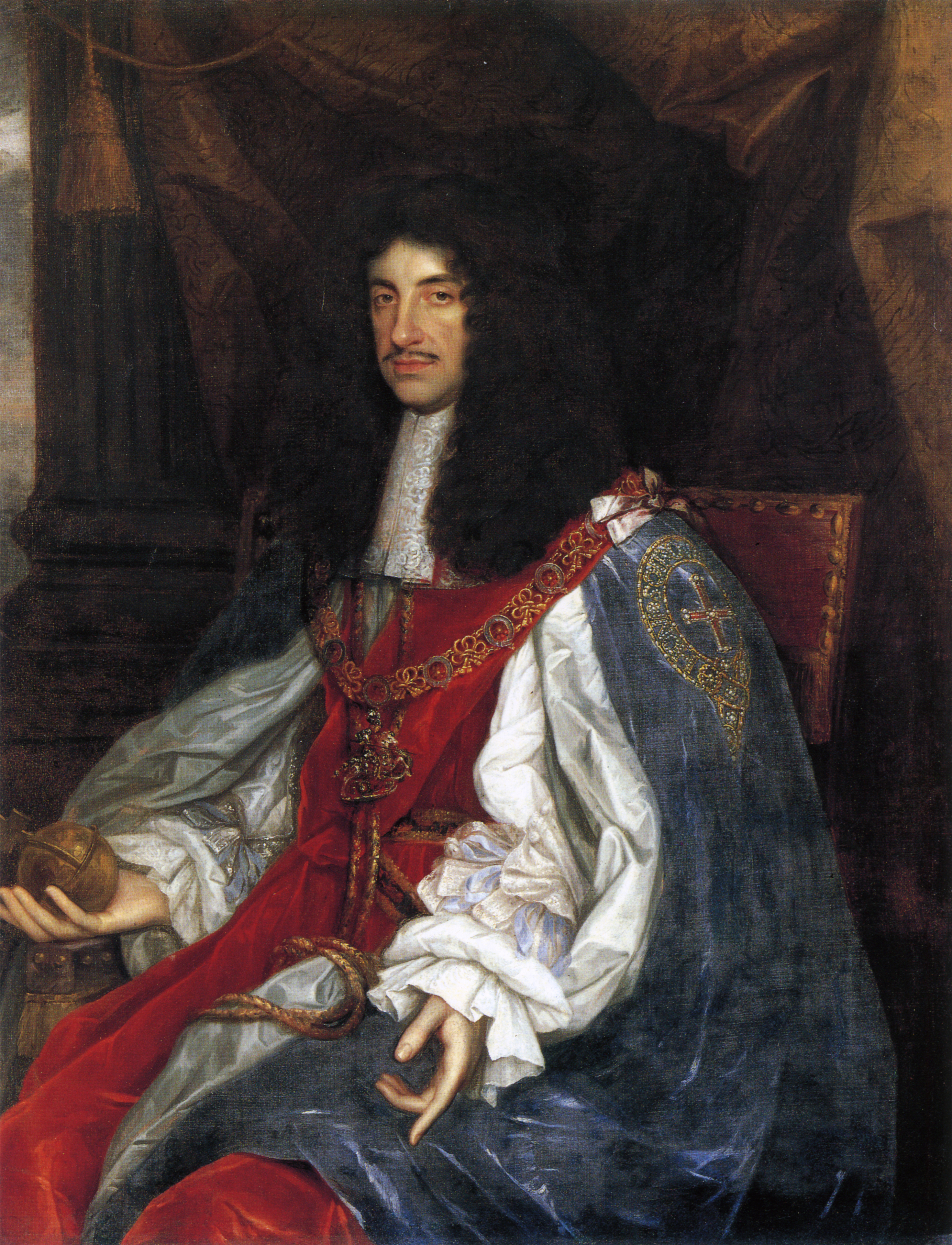
König Charles II. von England, Porträt von John Michael Wright (um 1665)

In den folgenden Jahren kam es zu einigen politischen Umwälzungen. Im Mai 1660 kehrte Charles II. (1630–1685) als König nach England zurück und erneuerte in der Stuart-Restauration die Monarchie in England. Er hatte jedoch dem englischen Parlament weitreichende Zugeständnisse machen müssen. So kontrollierte es den Haushalt und die Steuergesetzgebung des Landes, was Charles II. in einem Abhängigkeitsverhältnis ließ. Der König strebte jedoch danach, die Macht der Krone wiederherzustellen und sie bei sich bietender Gelegenheit in ein absolutistisches Königtum umzuwandeln. Dazu benötigte er in erster Linie Geldmittel, um eine eigenständige Politik betreiben zu können. Die Ehe mit Katharina von Braganza (1638–1705) brachte 1662 eine großzügige Mitgift, und im gleichen Jahr verkaufte Charles II. die Stadt Dünkirchen an König Ludwig XIV. von Frankreich (1638–1715). Auch von einem Krieg gegen die Vereinigten Niederlande versprach sich der König hohe Gewinne durch Kaperfahrten und Beute. Schließlich waren die Einkünfte während des ersten Krieges gegen die Vereinigten Niederlande außerordentlich hoch gewesen – die Beute dieses Krieges umfasste 120 Millionen Pfund Sterling, während die gesamten englischen Staatsausgaben im Jahr 1652/53 nur 53 Millionen Pfund Sterling ausmachten. Des Weiteren hegte Charles II. einen persönlichen Groll gegen die Regierung der Vereinigten Niederlande, genauer gesagt, gegen die Partei der Brüder De Witt. Die Stuarts waren eng verwandt mit dem Haus Oranien. Dieses aber war durch den Act of Seclusion, einen geheimen Zusatzartikel zum Frieden von Westminster, von der Statthalterschaft in den Niederlanden ausgeschlossen worden. Ein Krieg gegen die Partei Johan de Witts (1625–1672) und Andries de Graeffs (1611–1678) bedeutete somit gleichsam den Kampf für die Interessen der eigenen Verwandtschaft.
Doch auch im Parlament fanden sich zahlreiche Befürworter eines neuen Waffengangs gegen die Vereinigten Niederlande. Im Jahre 1662 schien sich eine Bedrohung abzuzeichnen, da in diesem Jahr Frankreich und die Vereinigten Niederlande einen gegenseitigen Beistandspakt abschlossen. Besonders führte vor allem der Bruder des Königs James, Duke of York (1633–1701), der später selbst König werden sollte, die Kriegspartei an. Er stand an der Spitze der Royal African Company, der auch andere einflussreiche Männer wie Prinz Ruppert, der Duke of Buckingham und der Innenminister Sir Henry Bennet angehörten, und hoffte, mittels eines Krieges die Konkurrenz durch die Niederländische Westindien-Kompanie auszuschalten – im Jahre 1650 fuhren etwa 16.000 Handelsschiffe unter niederländischer und rund 4000 unter englischer Flagge. Ähnlich wie er dachten auch zahlreiche andere Repräsentanten. Dies spiegelte sich bei Ausbruch des Krieges in den Worten des englischen Flottenführers George Monck (1608–1670) wider:

“What matters this or that reason? What we want is more of the trade the Dutch now have.”

„Was kommt es auf diesen oder jenen Grund an? Was wir wollen, ist ein Stück mehr von dem Handel, den die Holländer jetzt haben.“

### Die englische Flotte

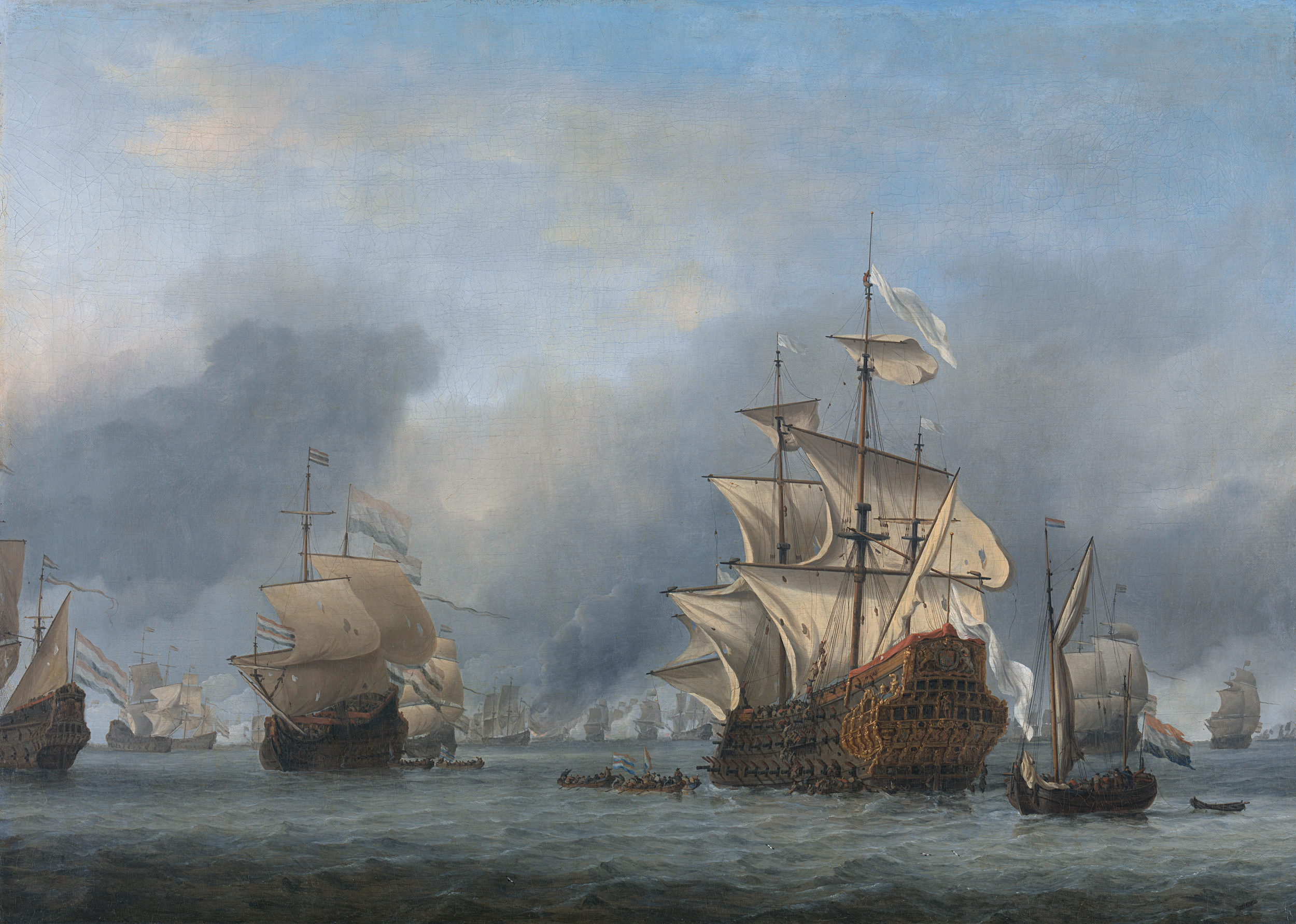
Die Prince Royal, Gemälde von Willem van de Velde dem Jüngeren

Da es sich bei beiden Staaten um Seemächte handelte, die vor allem um maritime Handelsvorteile kämpften, kam den jeweiligen Flotten entscheidende Bedeutung zu. In England hatte König Charles II. die Marinepolitik Oliver Cromwells (1599–1658) fortgeführt und die Flotte unter der Leitung Admiral Moncks aufrüsten lassen. Die englische Flotte verfügte zu Beginn des Krieges über eine Reihe von Linienschiffen mit drei Decks, die jeweils mit 90 bis 100 Geschützen ausgerüstet waren (darunter viele Zweiundvierzigpfünder). Den Kern der Flotte bildeten drei Schiffe erster Klasse (80 bis 100 Kanonen), zwölf Schiffe zweiter Klasse (60 bis 80 Kanonen) und 15 Schiffe der dritten Klasse (54 bis 64 Kanonen). Schiffe mit weniger als 32 Geschützen wurden hingegen aus der Schlachtflotte ausgesondert. In dieser Hinsicht war die englische Schlachtflotte der niederländischen überlegen. Hingegen begann man aufgrund der drückenden Schuldenlast erst im Herbst 1664 mit einem neuen Bauprogramm, welches sechs Zweidecker mit jeweils 60 Kanonen umfasste. Ein größeres Problem stellte die Rekrutierung der Besatzungen dar. Im Jahre 1664 dienten 16.000 Seeleute in der königlichen Marine, obwohl 30.000 gebraucht wurden. Um diese Zahl zu erreichen, wurden verstärkt Männer in die Marine gepresst, also zwangsverpflichtet.
Auch in taktischer Hinsicht war die englische Flotte weiter entwickelt als die anderer Staaten. Der Duke of York legte 1665 fest, dass die Formation der Kiellinie die verbindliche Standardformation für die ganze Flotte sein sollte und nicht nur für einzelne Geschwader: „Bei jedem Gefecht mit dem Gegner haben die Kommandanten der Schiffe Ihrer Majestät alles daranzusetzen, die Flotte in einer Linie zu halten und in jedem Fall die Schlachtordnung, die vor dem Gefecht eingenommen wurde, aufrechtzuerhalten […] Kein Schiff der Flotte Ihrer Majestät darf Schiffe oder kleinere Gruppen des Gegners verfolgen, solange das Gros der feindlichen Flotte nicht geschlagen ist oder flieht.“

### Die niederländische Flotte

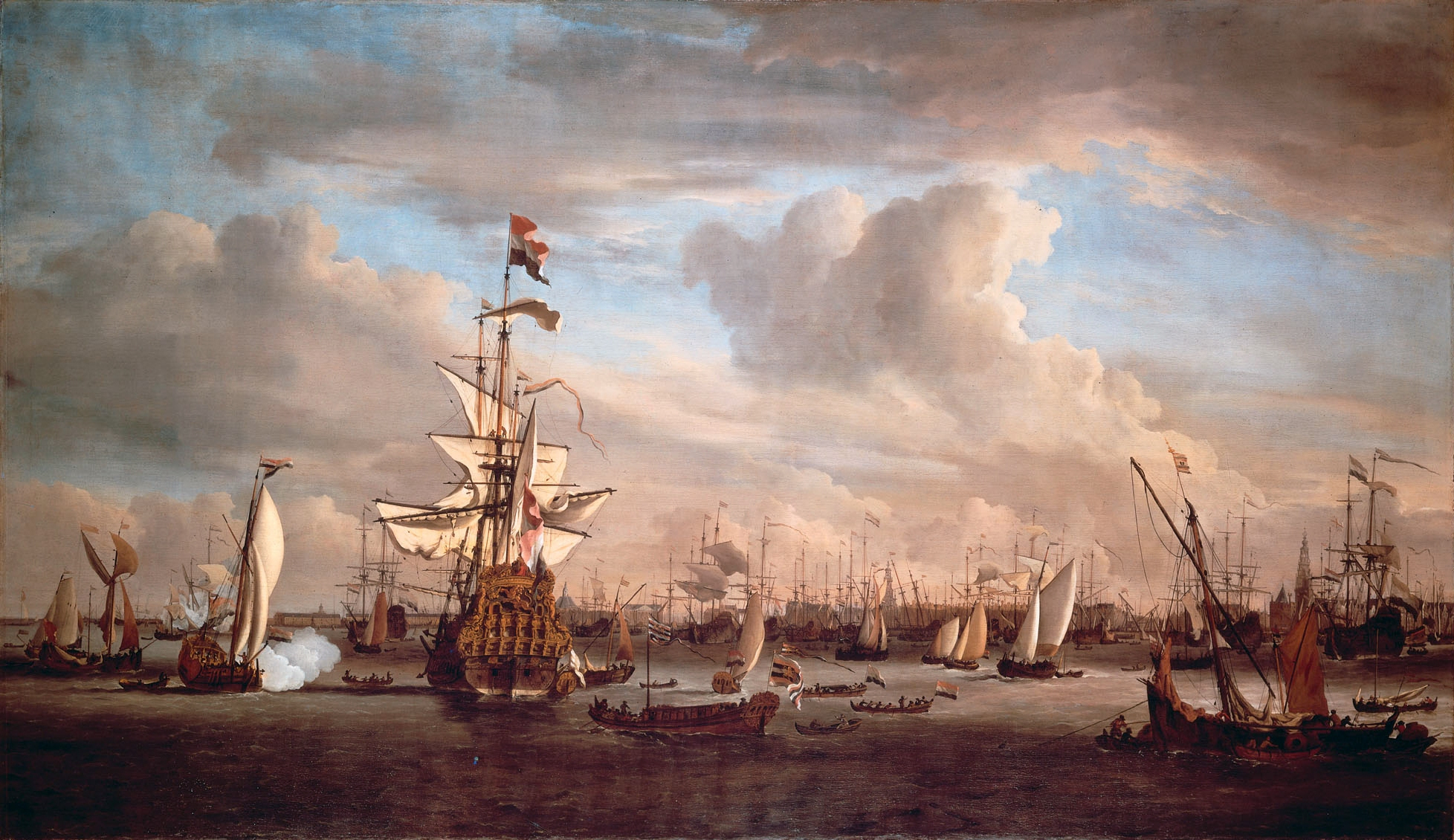
Die Gouden Leeuw, Gemälde von Willem van de Velde dem Jüngeren

Während in England eine einheitliche Organisation vorherrschte, war dies in den föderal organisierten Vereinigten Niederlanden kaum möglich. Fünf verschiedene Admiralitäten (Middelburg, Rotterdam, Amsterdam, Hoorn bzw. Enkhuizen und Harlingen) in drei an der See liegenden Provinzen (Zeeland, Holland und Friesland) rangen um die Kompetenzen, und die verschiedenen Statthalter waren mit Rücksicht auf Einsparungen selten bereit, größere Summen in den Ausbau der Flotte zu investieren. Trotzdem gab es mit dem Ratspensionär Johan de Witt einen führenden Politiker, der sich um den Aufbau bemühte. Die Admiralitäten der Provinzen erhielten eine höhere Bezahlung und verzichteten im Gegenzug auf einen Teil ihrer Unabhängigkeit. Auf diese Weise reorganisierte er die Marineadministration. Ergänzt wurden diese Bemühungen durch ein größeres Bauprogramm. Beim Friedensschluss im Jahre 1654 war die alte Kriegsflotte der Vereinigten Niederlande von 80 Kriegsschiffen mit durchschnittlich 34 Geschützen, ab Ende 1653 durch 64 neue Schiffe (mit jeweils 44 bis 60 Geschützen) verstärkt worden. Diese durften durch einen Beschluss der Generalstaaten nicht mehr verkauft werden. Die Schiffe wurden aufgelegt und im Bedarfsfall aktiviert (ausgebessert, aufgetakelt, bemannt und ausgerüstet). Diese Schiffe, die für die Schlachten von 1653 zu spät fertig geworden waren, standen nun für einen neuen Krieg sofort wieder zur Verfügung. De Witt hatte somit die sogenannte „neue Marine“ geschaffen. Hinzu kamen die (meistens älteren) 80 bis 90 kleineren und leicht bewaffneten Schiffe, deren Aufgabe nun vornehmlich der Schutz von Geleitzügen sein sollte. Die Erfahrungen des vergangenen Krieges gegen England hatten gezeigt, dass Seekriege nicht durch den Schutz der Handelslinien, sondern in großen Seeschlachten durch schlagkräftige Flotten entschieden würden. Trotzdem besaßen die größten niederländischen Schiffe bei Ausbruch des Krieges nur zwei Decks mit 60 bis 80 Geschützen (maximal Vierundzwanzigpfünder). Über die Hälfte der niederländischen Schlachtflotte bestand aus Schiffen mit maximal 32 Geschützen und bei 30 bis 40 Prozent der Schiffe handelte es sich um bewaffnete Kauffahrtsschiffe. Damit war sie der englischen Flotte qualitativ unterlegen. Allerdings hatte Johan de Witt für den Bau zahlreicher schneller Avisos (niederländisch adviesjachten; Schiffe für den Nachrichten- und Beobachtungsdienst) und Fregatten gesorgt, die zwar nur ein Deck besaßen, dafür allerdings sehr wendig waren. Im Verlauf des Krieges sollten die Vereinigten Niederlande diese Unterlegenheit durch zahlreiche Neubauten und gekaperte Schiffe aufholen. Im August 1664 wurden 30 ältere Schiffe wieder operativ gemacht, im November 1664 achtzehn weitere; im selben Monat befahlen die Generalstaaten am 17. November den Bau 24 neuer „Kapitalschiffe“ (Capitale schepen van Oorloge) wie etwa die Hollandia; im März 1665 wurden 24 weitere Neubauten befohlen, im Juli 1666 nochmals zwölf. Von diesen sechzig Schiffen waren 28 den britischen second rates (zweiter Klasse) ebenbürtig, 32 den britischen third rates. Dazu wurden in den Jahren 1664–1667 21 Fregatten und Avisos gebaut.

## Kriegsverlauf

### Operationen bis zur offiziellen Kriegserklärung
Infolge anti-niederländischer Stimmung kam es im Vorfeld des Krieges oft zu Zusammenstößen zwischen englischen und niederländischen Schiffen. Einige englische Unternehmer rüsteten private Kaperfahrer aus, die bis zur offiziellen Kriegserklärung im Frühjahr 1665 mehr als 200 niederländische Handelsschiffe aufbrachten. Die ungerechte Behandlung englischer Bürger in den niederländisch-ostindischen Kolonien bot im Jahre 1663 einen willkommenen Vorwand, um Kampfhandlungen auch im größeren Rahmen zu eröffnen. Im Auftrag der Royal African Company wurde ein Geschwader unter Captain Robert Holmes (1622–1692) in die westafrikanischen Gewässer entsandt mit dem Befehl: “promote the Interests of the Royall Company” und “kill, take, sink or destroy such as shall oppose you.” Captain Holmes kreuzte zunächst vor dem niederländischen Stützpunkt Gorée (Senegal) und kaperte dort am 27. Dezember 1663 das Handelsschiff Brill. In den folgenden Wochen kaperte er zwei weitere Schiffe und versenkte zwei andere. Am 23. Januar 1664 eroberte Holmes Gorée selbst. Von dort aus operierte er weiter gegen die niederländischen Handelslinien. Dabei kaperte er am 28. März das große niederländische Schiff Walcheren (das anschließend in die Royal Navy eingereiht wurde) und eroberte am 20. April das Fort Taccorary an der Goldküste (heute Teil der Republik Ghana). Danach fielen noch weitere kleinere Stützpunkte und Schiffe in seinen Besitz, bevor Holmes seinen Eroberungszug in Westafrika am 1. Mai 1664 beendete.

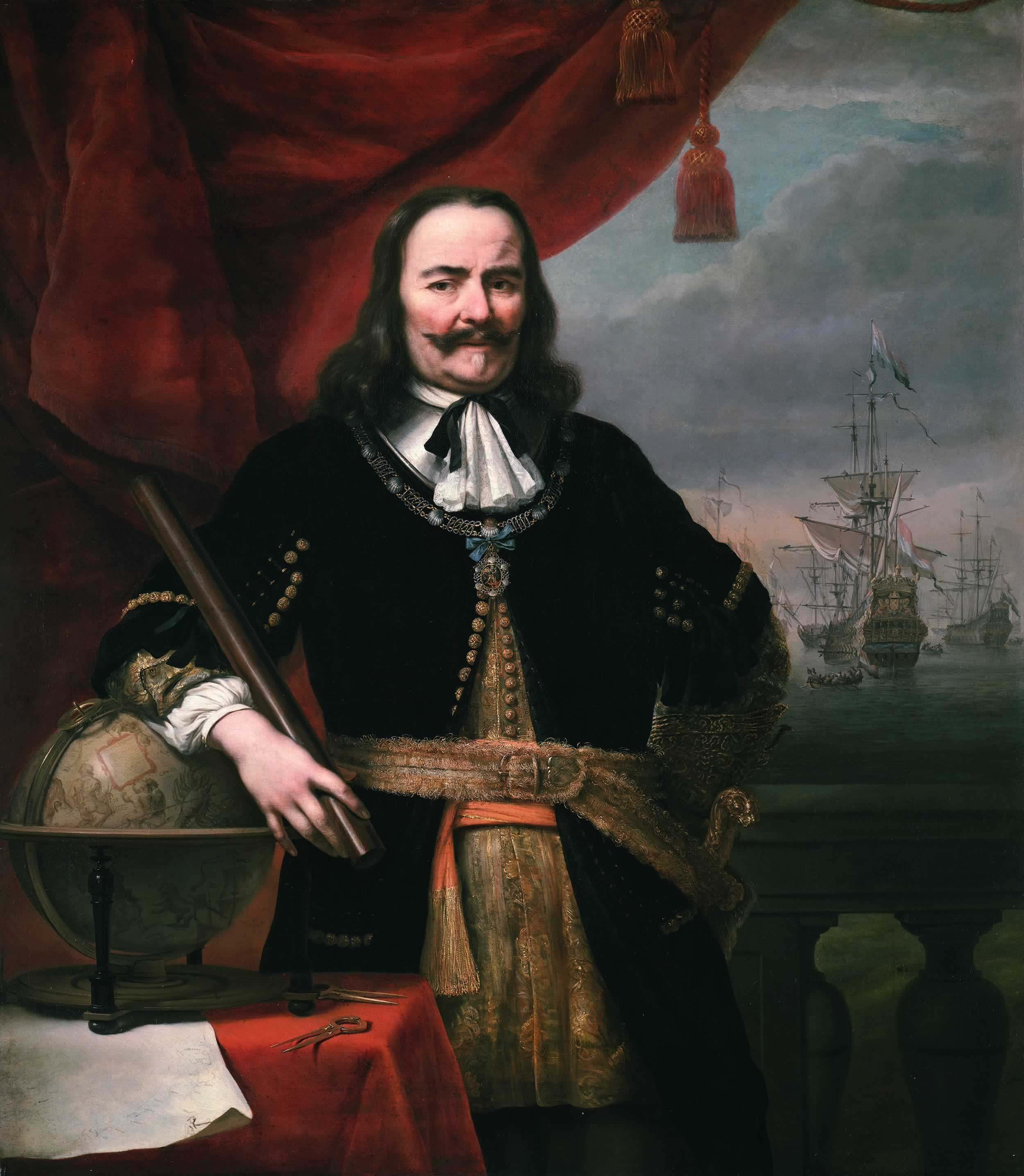
Admiral Michiel de Ruyter, Gemälde von Ferdinand Bol

Obwohl Charles II. Holmes nach seiner Rückkehr nach England pro forma verhaften ließ, weil er die bestehenden Verträge mit den Vereinigten Niederlanden verletzt hatte, verweigerte er die Herausgabe der gemachten Eroberungen. Um die Kolonien zurückzuerobern, ohne selbst sofort den offenen Krieg loszubrechen, schickten die Niederlande im August 1664 ein Geschwader mit 12 Schiffen, angeblich fürs Mittelmeer bestimmt, nach Süden. Erst auf der Höhe von Gibraltar sollte Michiel de Ruyter die anderen Kapitäne und die Mannschaften vom wahren Ziel der Fahrt informieren und dann sich für die Fahrt nach Afrika rüsten. Tatsächlich konnten alle Stützpunkte bis auf Cape Coast Castle im Spätherbst wieder eingenommen werden. Etwa zur gleichen Zeit setzte das englische Parlament neben der privaten Unternehmung Captain Holmes’ auch die reguläre Flotte gegen niederländische Kolonien ein. Die niederländische Kolonie Nieuw Amsterdam hatte sich nicht an den Navigation-Act gehalten, was als Vorwand zu einem militärischen Unternehmen diente. Unter Major Richard Nicolls erschienen vier englische Fregatten vor der niederländischen Kolonie auf der Insel Manhattan und forderten die Stadt zur Übergabe auf. Diese wurde am 27. August kampflos übergeben und von den Engländern nunmehr zu Ehren von James, Duke of York, dem Bruder des englischen Königs, in New York umbenannt. Von dort aus entsandte Nicolls eine weitere Expedition unter Sir Robert Carr gegen die niederländischen Siedlungen am Delaware, welche angegriffen und geplündert wurden.

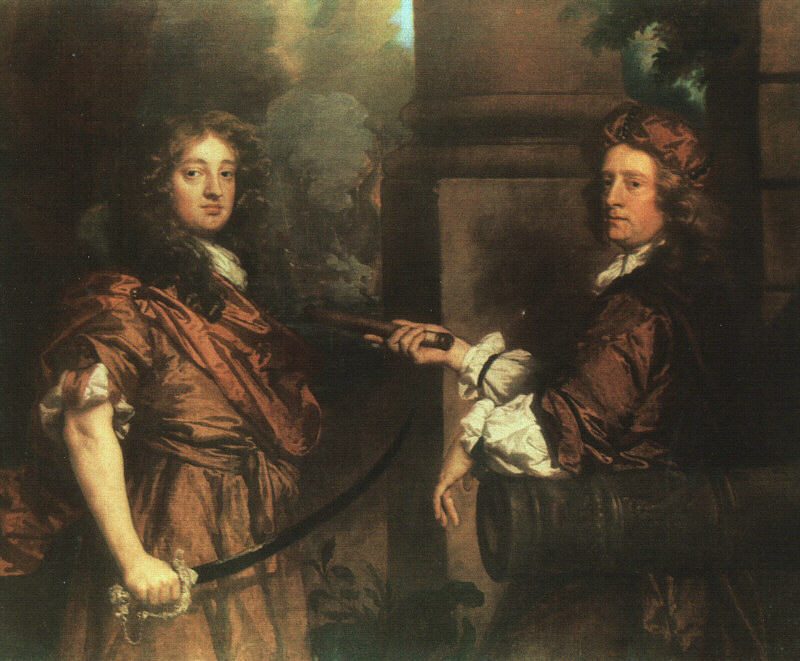
Sir Frescheville Holles (links) und Sir Robert Holmes (rechts) (1670)

Während sich De Ruyter nach dem Abschluss der Operationen vor Afrika gegen den englischen Handel in den Westindischen Inseln wandte und dort bis zum Frühjahr 1665 dem englischen Handel schadete (im März 1665 versuchte er vergeblich Barbados zu erobern), wurden in England schärfere Schritte zu einem Krieg unternommen. Die „Kriegsfraktion“ im Parlament setzte ein Komitee ein, dessen Aufgabe in der Sammlung von Beschwerden gegen die niederländischen Händler bestand. Doch die englischen Händler waren kaum dazu zu bewegen, da sie bei einem Krieg mit größten Umsatzeinbußen rechnen mussten. Trotzdem legte das Komitee dem König später eine lange Beschwerdeliste vor. Gleichzeitig trat der einflussreiche Botschafter in den Niederlanden Sir George Downing für einen harten Kurs in Fragen der westafrikanischen Kolonien ein, da er glaubte, dass die Niederlande wegen dieser Besitzungen keinen Krieg wagen würden. In dieser allgemeinen Stimmung gewährte das Parlament dem König die Summe von 2,5 Millionen Pfund Sterling, um den englischen Handel offiziell zu schützen – die doppelte Zahl des jährlichen königlichen Haushaltes. Dies war die bis dato größte je gewährte Summe und sollte in diesem Jahrhundert nicht übertroffen werden.
Als im Dezember 1664 Nachrichten von der Rückeroberung der westafrikanischen Stützpunkte durch De Ruyters Verband in England eintrafen, erlaubte ein Komitee des Parlamentes den englischen Schiffen im Ärmelkanal und in der Nordsee, gegen niederländische Schiffe vorzugehen. Das englische Mittelmeergeschwader unter Admiral Thomas Allin griff noch im selben Monat (29. Dezember) die niederländische Smyrnaflotte in der Straße von Gibraltar an. Obwohl der Überfall misslang (nur zwei Handelsschiffe wurden gekapert, ein weiteres versenkt), zog die niederländische Regierung aus ihm schwerwiegende Konsequenzen. Im Januar 1665 erlaubte sie ihren Schiffen zum Zweck der Selbstverteidigung, das Feuer auf englische Schiffe zu eröffnen. Die englische Regierung nahm diese Erklärung neben dem Zug De Ruyters in die Karibik wiederum zum Anlass, um am 4. März 1665 den Vereinigten Niederlanden offiziell den Krieg zu erklären. Die Flotte De Ruyters befand sich zu diesem Zeitpunkt noch vor Nordamerika, wo sie vor Neufundland eine englische Fischfangflotte kaperte.

### Der Kampf um die Seeherrschaft 1665

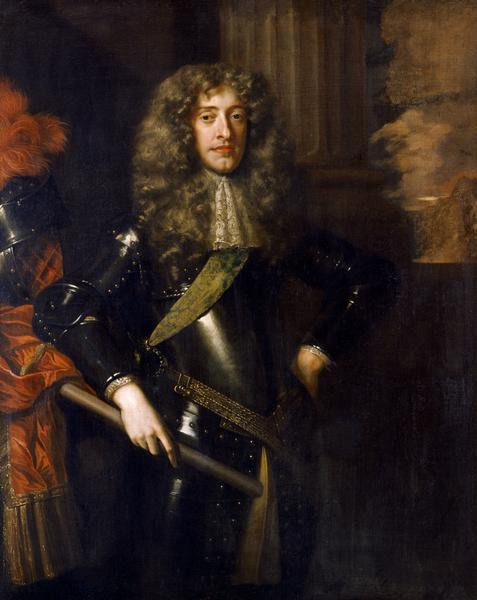
James, Duke of York, Porträt von Peter Lely

Die beiden Kriegsflotten waren anfangs fast gleich stark, aber die englische Flotte war auf den Waffengang zunächst besser vorbereitet. Sie verließ unter dem Kommando des Duke of York ihre Häfen bereits Anfang Mai 1665 und blockierte mit 88 Schiffen und 21 Brandern die niederländische Küste. Diese Blockade verlief wenig effektiv, und nur wenige niederländische Schiffe wurden abgefangen – die großen niederländischen Konvois aus den Kolonien wurden erst im Juli erwartet. Man konnte die niederländische Flotte jedoch auch nicht in ihren Häfen angreifen, da die großen englischen Schiffe zu viel Tiefgang hatten, um in die flachen niederländischen Küstengewässer einzulaufen. Gleichzeitig machten der englischen Flotte Versorgungsschwierigkeiten zu schaffen. Deshalb beschloss man, die Blockade wieder aufzuheben und sich in die Heimathäfen zurückzuziehen.
Die Niederländer hatten Probleme, ihre Flottenverbände auszurüsten, da der einzige einsatzbereite Verband noch immer unter de Ruyters Kommando im Atlantik operierte. Trotzdem überwog die Befürchtung vor einer erneuten Blockade der Küste. Ratspensionär Johan de Witt befahl deshalb der Flotte unter Admiral Jacob van Wassenaer Obdam (1610–1665), auszulaufen und die englische Flotte zu schlagen, bevor sie wieder in niederländischen Gewässern auftauchen könnte. Obwohl sich Admiral Obdam bewusst war, dass die Rüstung noch nicht abgeschlossen und die Flotte noch nicht vollkommen einsatzbereit war, fügte er sich de Witts Anweisungen und lief mit 103 Schiffen, 11 Brandern, 4870 Geschützen und 21.600 Mann aus. Am 30. Mai konnte die niederländische Flotte einen ersten Erfolg für sich verbuchen, als ihr bei der Doggerbank die Aufbringung eines großen englischen Handelskonvois aus Hamburg gelang. An der englischen Küste trafen dann die beiden Kriegsflotten am 13. Juni 1665 in der Seeschlacht bei Lowestoft aufeinander. Dabei gerieten die Niederländer bald ins Hintertreffen. Nach dem Verlust von 17 Schiffen und drei Admirälen (darunter Admiralleutnant Obdam), zog sich die niederländische Flotte unter dem Kommando des Vizeadmirals Cornelis Tromp (1629–1691) zurück.

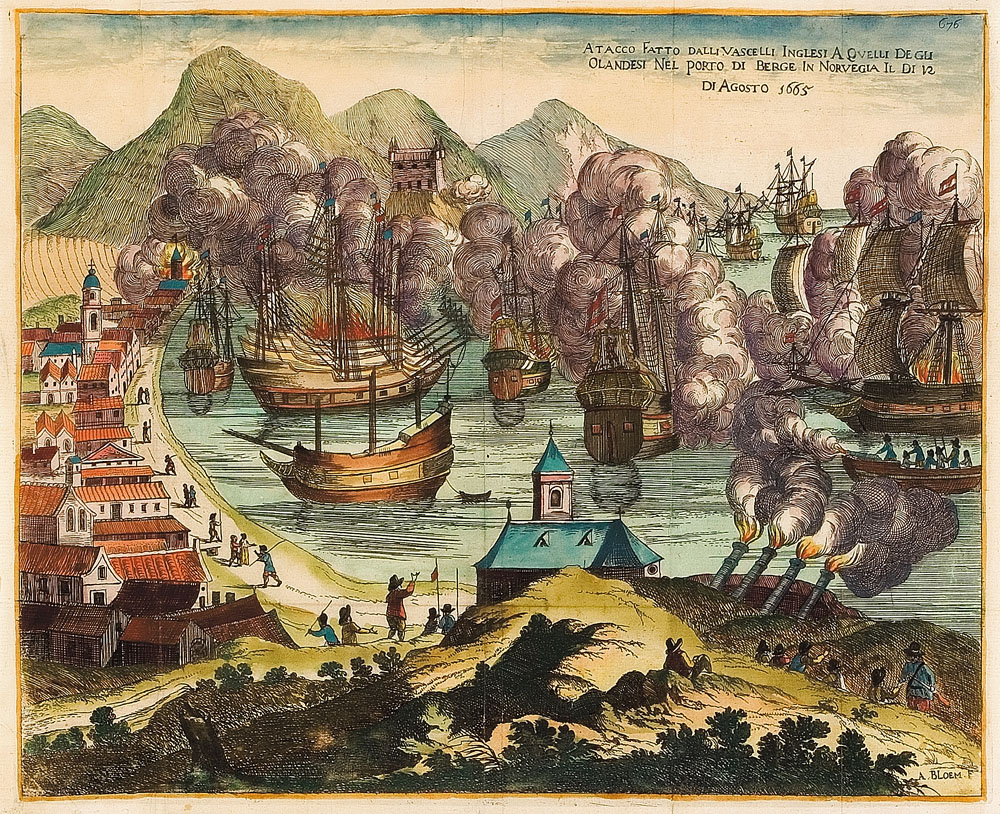
Schlacht bei Vågen, Colorierter Stich von Arnold Bloem (1670)

Diese Niederlage führte in den Vereinigten Niederlanden zu großen Anstrengungen, die Schlagkraft der Flotte zu erhöhen. Mehrere Seeoffiziere wurden wegen Feigheit angeklagt; von ihnen wurden drei Kapitäne exekutiert, vier entehrt und weitere entlassen. Admiral Tromp wurde nun der Oberbefehl über die Flotte übertragen. Da er jedoch zur Partei der Oranier gehörte, wurde seine Arbeit von drei Deputierten überwacht. Admiralleutnant Tromp reorganisierte die Geschwader, besserte die Schäden an den Schiffen aus, trainierte die Mannschaften und warb neue an. Johan de Witt ließ größere Kriegsschiffe bauen und schwerere Kanonen gießen, um mit den englischen Schiffen konkurrieren zu können. Bald kehrte auch Vizeadmiral De Ruyters Geschwader aus den westindischen Gewässern zurück und verstärkte die niederländische Flotte. De Ruyter wurde nun als Admiralleutnant der Oberbefehl über die Flotte gegeben, was zu Verstimmungen zwischen ihm und Tromp führte. Dies sollte der Beginn einer jahrelangen Rivalität sein.
Eine effektive Ausnutzung des englischen Sieges hätte in der erneuten Blockade der niederländischen Küste durch die englische Flotte bestehen können. Doch aufgrund der noch immer nicht überwundenen Versorgungsprobleme war dies unmöglich, und die Vereinigten Niederlande erhielten somit die Gelegenheit, sich von ihrer Niederlage zu erholen. Zusätzlich wurde die englische Kriegsführung durch eine Pestepidemie behindert, die Tausende von Menschenleben forderte und später als Große Pest von London bekannt wurde. Nur im August 1665 kam es zu einer größeren Operation, als eine englische Flottille versuchte, die im norwegischen Bergen (damals Teil des Königreiches Dänemark) liegende niederländische Gewürzflotte aus Ostindien zu erbeuten. Doch in der Schlacht in der Bucht von Bergen (auch Schlacht von Vågen genannt) wurden die Engländer am 12. August durch die Schatzflotte unter Konteradmiral Pieter de Bitter zurückgeschlagen. De Ruyter fuhr danach dem Geleitzug entgegen, um ihn zu eskortieren. Außerdem hatten auch dänische Küstenbatterien auf Seiten der Niederländer in die Kämpfe eingegriffen. Auch andere, kleinere Unternehmen der englischen Marine gegen den niederländischen Handel schlugen fehl, während der Mangel an Geld und Lebensmitteln sowie die Pestepidemie keine größeren Operationen zuließen. Im September waren nur noch vier Linienschiffe einsatzbereit. Deshalb musste das Parlament im Oktober erneut 1.250.000 Pfund Sterling bewilligen, um im folgenden Jahr eine neue Flotte bereitstellen zu können. Im selben Monat begannen die Niederländer ihrerseits mit einer Blockade der Themsemündung, die sie jedoch abbrechen mussten, als auch auf ihren Schiffen die Pest ausbrach.

### Landkrieg und Diplomatie

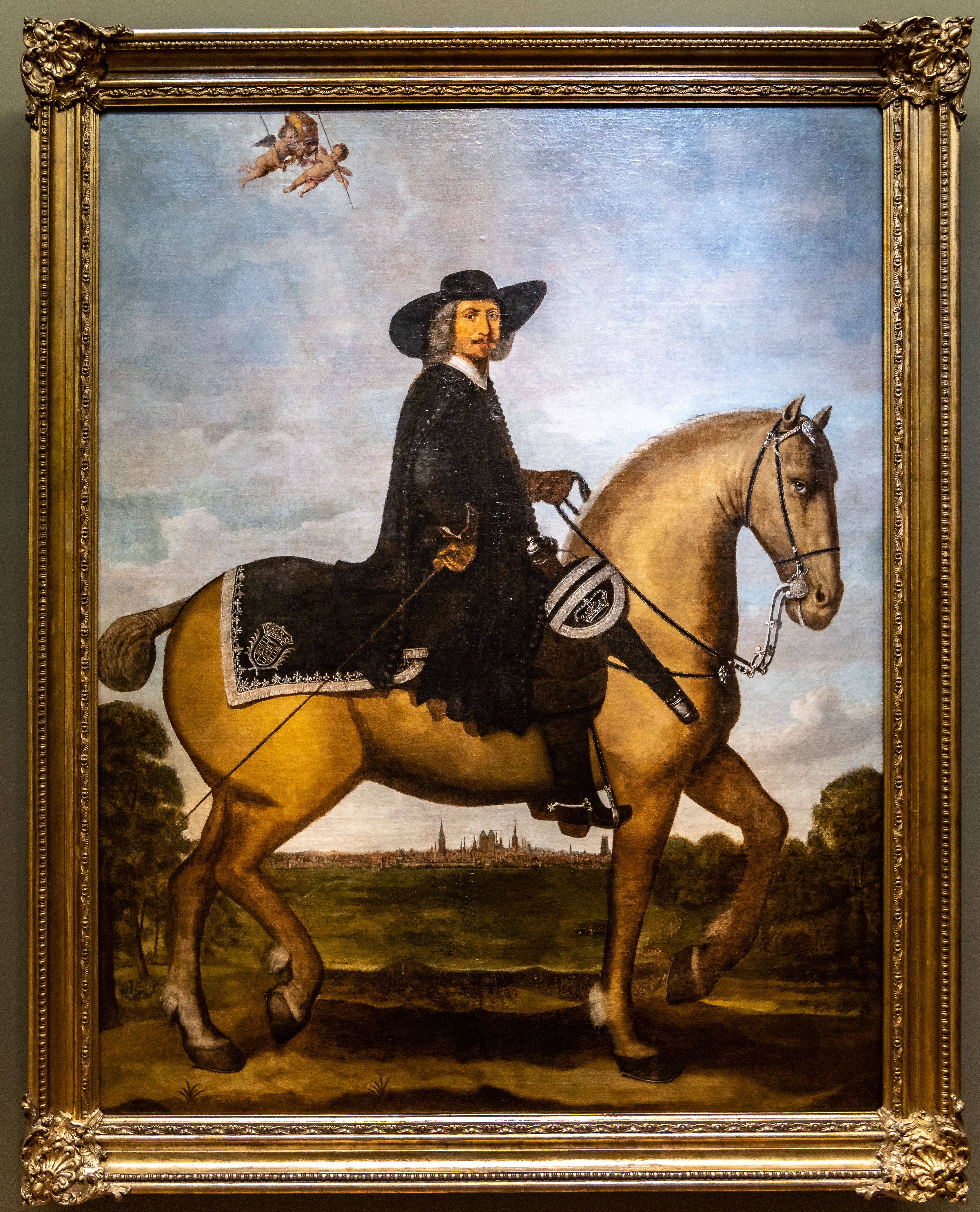
Bischof Christoph Bernhard Graf von Galen, Gemälde von Wolfgang Heimbach

In der Zwischenzeit hatte sich die englische Regierung um Verbündete auf dem Festland bemüht, um dadurch die Niederlande in einen Landkrieg zu verwickeln und so zu schwächen. Als natürlicher Verbündeter hierfür erschien das Königreich Spanien. Von diesem hatten die Vereinigten Niederlande erst 1648 mit Beendigung des Achtzigjährigen Krieges ihre endgültige Unabhängigkeit erkämpft, doch der Südteil, die sogenannten Spanischen Niederlande, standen noch immer unter der Kontrolle der spanischen Monarchie. Spanien hatte indessen erst wenige Jahre zuvor die ungünstig verlaufenen Kriege gegen Frankreich (1635–1659) und, damit zusammenhängend, gegen England (1655–1660) beendet und führte den seit 1640 andauernden Restaurationskrieg gegen Portugal. Die spanische Regierung litt gerade unter innenpolitischen Wirren und fand sich nicht bereit, Charles II. zu unterstützen. Hauptgrund war die Befürchtung, wiederum gegen Frankreich kämpfen zu müssen, welches mit den Vereinigten Niederlanden verbündet war.
Erfolgreich sprachen die Engländer hingegen Christoph Bernhard von Galen an, den Fürstbischof von Münster, der die protestantischen Niederlande schon seit seinem Amtsantritt 1651 als seine Hauptfeinde begriff und der die Herrschaft Borkelo in der niederländischen Provinz Gelderland für sich beanspruchte. Er willigte gegen die Zahlung von Subsidien in einen Allianzvertrag mit England ein. Mit einem Truppenkontingent fiel er im Sommer 1665 in Twente ein und behauptete sich dort erfolgreich gegen die schwachen niederländischen Landtruppen. Nun griff Ludwig XIV. von Frankreich erstmals in den Konflikt ein. Zwischen ihm und den Vereinigten Niederlanden bestand seit 1662 ein Defensivbündnis. Diesem kam er im Herbst 1665 nach, indem er mehrere Korps gegen den Bischof von Münster entsandte, die dessen Truppen zurückwarfen.
Während der Wintermonate kam die niederländische Diplomatie zum Tragen. Da sich Frankreich eingeschaltet hatte, drängte die englische Regierung auf einen schnellen Friedensschluss. Im November 1665 bot Charles II. unter der Bedingung, dass die Partei der Oranier wieder politische Ämter erhielt, Verhandlungen an. De Witt lehnte dies ab und erklärte, dass ein Friedensschluss nur dann erfolgen könne, wenn die alten Besitzstände wieder hergestellt würden. Stattdessen arbeitete er an einer anti-englischen Allianz. Frankreich erklärte noch am 22. Januar 1666 England den Krieg. Ludwig XIV. bereitete jedoch gerade einen Angriff auf die Spanischen Niederlande vor und hatte deshalb nicht vor, seine Streitkräfte für die Interessen der Vereinigten Niederlande zu opfern. Vielmehr ging es ihm darum, dass England und die Niederlande sich gegenseitig soweit schwächen würden, dass sie sich seinem Feldzug gegen Spanien nicht mehr entgegenstellen könnten. Dänemark folgte dem französischen Beispiel im Februar. Der dänische König Friedrich III. (1609–1670) verpflichtete sich, gegen die Zahlung von Subsidien 30 Kriegsschiffe zu stellen. Außerdem beschlagnahmte er sämtliche englische Waren und Schiffe in dänischen Häfen. Der Feldzugsplan für das folgende Jahr sah vor, dass französische Truppen gegen den Bischof von Münster vorgehen sollten. Auch Kurfürst Friedrich Wilhelm von Brandenburg (1620–1688), der mit den Oraniern verwandt war, schloss sich der Koalition an. Er versprach, von seinen Besitzungen am Rhein aus ebenfalls Bernhard von Galen anzugreifen. Unter diesem Druck (und weil die englischen Subsidien nicht gezahlt worden waren) schloss der Bischof am 18. April 1666, noch bevor gegnerische Truppen sein Territorium betraten, den Frieden von Kleve, in dem er seine Ansprüche fallen ließ. Damit verlor Charles II. seinen einzigen Verbündeten.

### Operationen im Jahre 1666

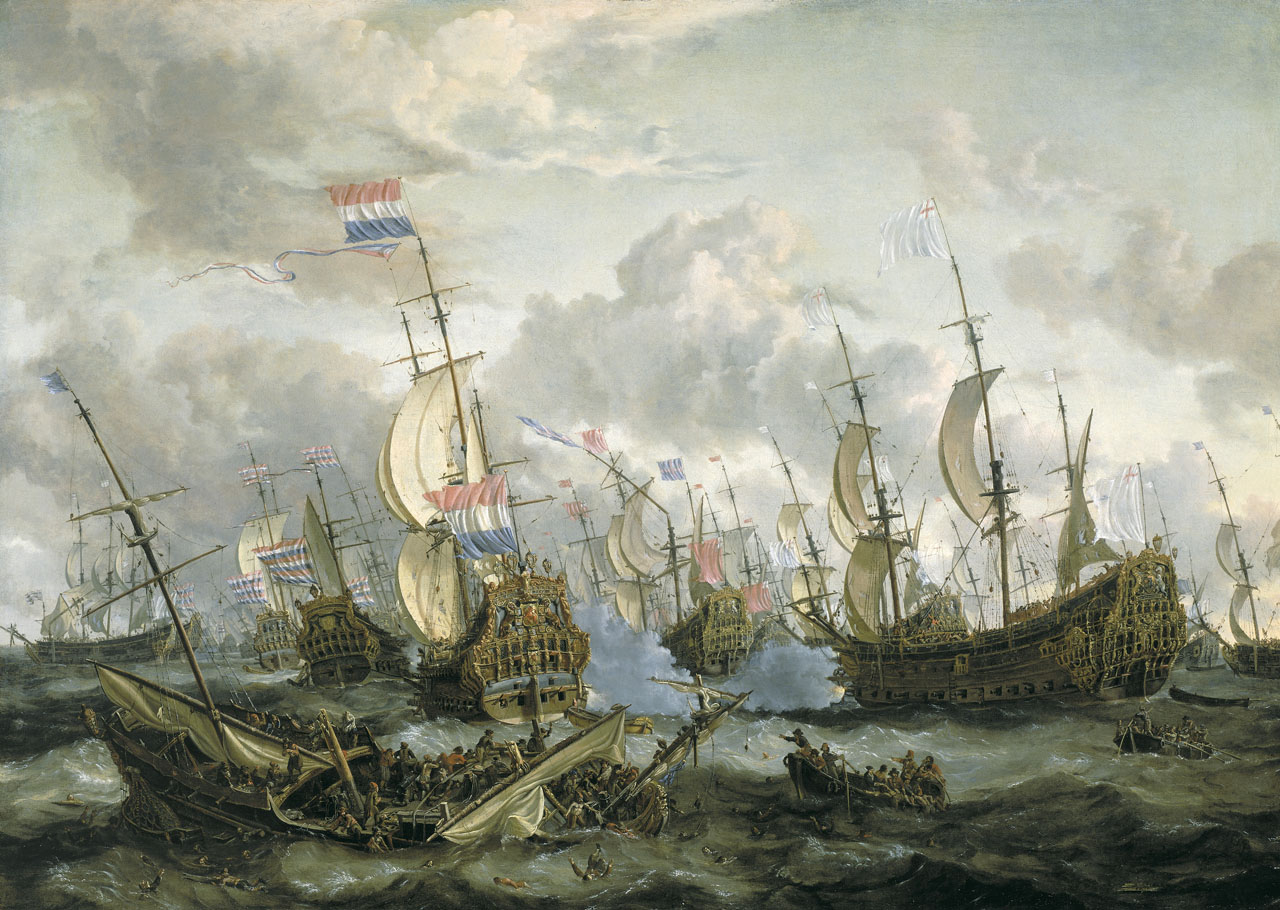
„Viertageschlacht“ im Juni 1666, Gemälde von Abraham Storck

Nach diesen Entwicklungen im Frühjahr 1666 lagen die Vorteile auf Seite der Vereinigten Niederlande. Im Mai 1666 sammelte sich die niederländische Flotte unter Admiral De Ruyter und ging vor der Küste Flanderns vor Anker, um dort auf die französische Flotte zu warten. Sie umfasste 91 Schiffe, 4716 Geschütze und 24.500 Mann. Die Führung der englischen Marine – 81 Schiffe, 4460 Geschütze und etwa 21.000 Mann – war inzwischen auf Admiral Monck übergegangen. Allerdings war er in seinen Entscheidungen nicht frei. So musste er auf ausdrücklichen Befehl des Königs ein Geschwader (25 Schiffe) unter Rupert, Duke of Cumberland (1619–1682) zum westlichen Ausgang des Ärmelkanals entsenden, um dort der französischen Flotte entgegenzutreten. Mit den verbliebenen Schiffen entschied sich Monck trotz seiner großen zahlenmäßigen Unterlegenheit zum Angriff auf die niederländische Flotte. Im Süden der Nordsee kam es daraufhin vom 11. bis zum 14. Juni 1666 zur sogenannten „Viertageschlacht“, in deren Verlauf auch das Geschwader des Duke of Cumberland eingriff. Die Engländer erlitten in dieser Schlacht eine schwere Niederlage. Sie verloren zehn Schiffe und 8.000 Mann, die Niederländer nur vier Schiffe und 2.000 Mann.

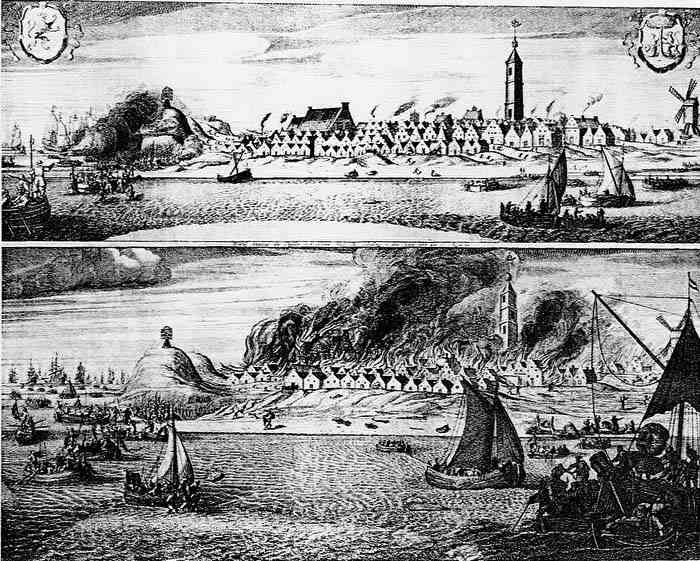
Admiral Holmes Überfall auf Terschelling, Zeitgenössische Radierung

Der Sieg erlaubte der niederländischen Flotte die uneingeschränkte Ausübung der Seeherrschaft. Im Juli blockierte sie die Themsemündung und somit den Handelsverkehr Londons. Doch die gut organisierte Marineverwaltung Englands erlaubte es Admiral Monck, die englische Flotte bald wieder gefechtsbereit zu machen. Am 2. August ging sie wiederum zur Offensive über. Die wiederhergestellte Flotte zählte 90 Schiffe und 20 Brander und stand unter dem Kommando der Admiräle Monck und Cumberland, die sich das Kommando als „joint admirals“ teilten. Admiral De Ruyters Verband umfasste 72 Schiffe und 16 Fregatten. Am 4. August 1666 stießen die beiden Flotten nach einigem Manövrieren bei North Foreland (nördlich von Dover) aufeinander. Die folgende Schlacht, die auch als St. James’s Day Fight bekannt wurde, endete mit einem eindeutigen Sieg der Engländer. Obwohl die Niederländer nur zwei Schiffe einbüßten, wurde ihre Flotte auseinandergesprengt und musste sich, von den englischen Verbänden verfolgt, in die niederländischen Häfen flüchten. Die Schlacht bei North Foreland hatte schwerwiegende Konsequenzen. In den Vereinigten Niederlanden wurde Admiralleutnant Tromp am 13. August wegen seines Verhaltens in der Schlacht aus dem Flottendienst entlassen. Die englische Flotte ging nun ihrerseits an die Blockade der niederländischen Küsten und überfiel holländische Häfen und Inseln. Der bekannteste Fall ereignete sich am 20. August. Vizeadmiral Robert Holmes brannte das Dorf Ter Schelling (das heutige West-Terschelling) auf der Insel Terschelling nieder und versenkte in der Vlie (nahe der Insel Terschelling) 140 bis 150 Handelsschiffe, die dort vor Anker lagen. Dieses Ereignis wurde in England als Holmes’s Bonfire bekannt und gefeiert.

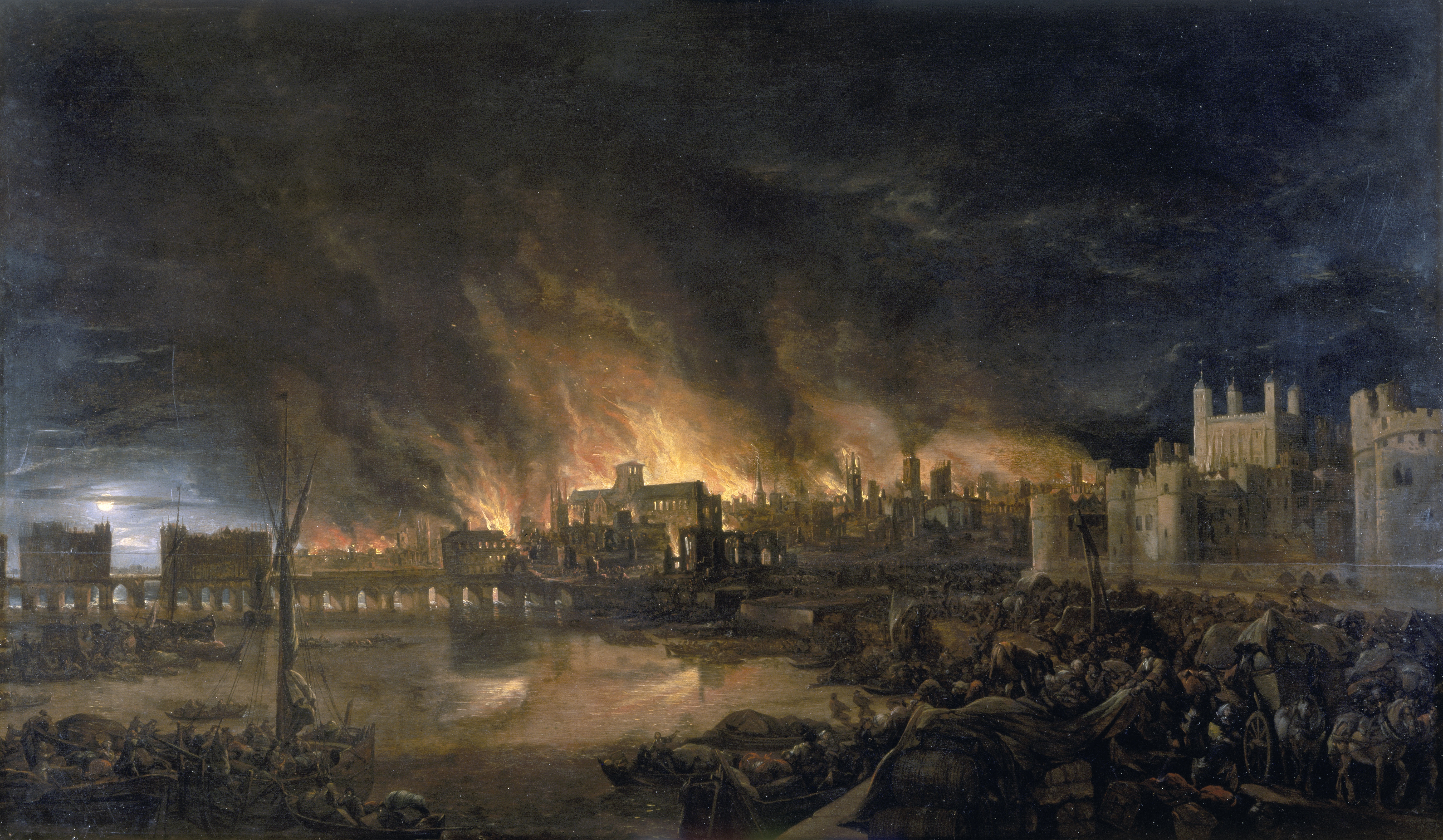
Das Große Feuer von London 1666, unbekannter niederländischer Maler.

Unter diesen vorteilhaften Bedingungen begann Charles II. erneut die Aufnahme von Friedensverhandlungen. Da jedoch zur gleichen Zeit Einzelheiten über die Unterstützung der Oranierpartei bekannt wurden, ging Johan de Witt nicht darauf ein. Am 2. September 1666 brach in London ein großes Feuer aus, das vier Tage lang wütete und als „Großer Brand von London“ in die Geschichte einging. Mehr als 100.000 Menschen wurden obdachlos sowie 13.200 Häuser und 87 Kirchen zerstört. Der wirtschaftliche Schaden war mit geschätzten zehn Millionen Pfund enorm. Zusammen mit der Großen Pest des vergangenen Jahres sorgte dies für eine zunehmende Kriegsmüdigkeit der englischen Bevölkerung, und beide Ereignisse überlasteten auch die wirtschaftliche Basis der englischen Kriegführung. Der Krieg hatte nicht die erhofften Gewinne eingebracht und das Parlament weigerte sich, neue Gelder für die Kriegführung zu bewilligen, nachdem sich herausgestellt hatte, dass ein Teil der bereits bewilligten Gelder in die teure Hofhaltung des Königs geflossen war. Im folgenden Jahr setzte es deshalb ein „Committee of Accounts“ ein, das zukünftig die Verwendung aller vom Parlament bewilligten Gelder überwachte. Unter diesen Bedingungen war es naheliegend, dass Charles II. seine Friedensbedingungen reduzierte. Schon Ende Oktober 1666 wurden Verhandlungen im niederländischen Breda aufgenommen.

### Der Krieg in Übersee

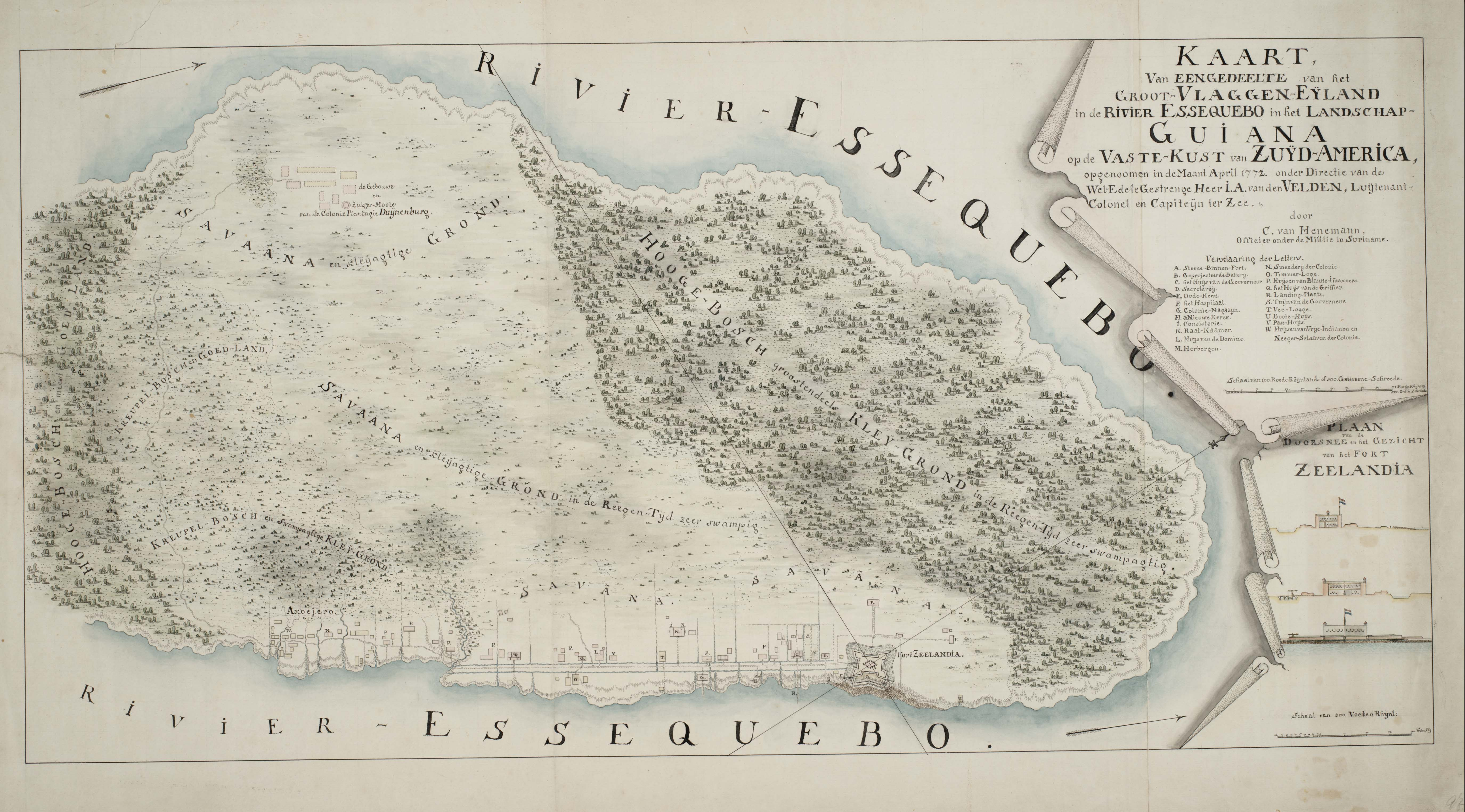
Historische Karte von Suriname mit der Lage des 1613 errichteten Fort Zeelandia

Auch im karibischen Raum entwickelten sich Kämpfe. Dort versuchte vor allem die französische Flotte, Vorteile zu erringen. Bereits im April 1666 eroberte sie die Insel St. Kitts, und im November desselben Jahres nahm sie ebenfalls die englischen Siedlungen auf Antigua ein. Im Mai 1667 unternahm ein französisch-niederländischer Flottenverband von 17 Schiffen schließlich den Versuch, die Insel Nevis zu erobern. Ein englisches Geschwader griff diesen Verband jedoch mit zwölf Schiffen an. Obwohl das englische Geschwader in dieser Seeschlacht vor Nevis drei Schiffe verlor, verhinderte es die Landung gegnerischer Truppen auf der Insel.
Im Frühjahr 1667 wurde auch eine englische Expedition von neun Schiffen unter dem Kommando von Konteradmiral Sir John Harman († 1673) ausgesandt, um ein Übergewicht in der Karibik zugunsten Englands zu erreichen. Der Verband erreichte das englische Barbados Anfang Juni. Der Versuch der Rückeroberung von St. Kitts am 16. Juni durch Henry Willoughby misslang zwar, doch wenige Tage darauf, am 25. Juni, begann Harman eine Reihe von Angriffen auf Martinique, und am 6. Juli gelang ihm ein Überfall auf ein französisches Geschwader von 23 schwächeren Schiffen und drei Brandern. Sieben französische Schiffe, inklusive des Flaggschiffs, wurden verbrannt; einige andere wurden versenkt und wieder andere versenkten sich selbst, um der Übernahme zu entgehen. Nur drei Schiffen gelang die Flucht. Harman nutzte die gewonnene Bewegungsfreiheit und eroberte am 15. September Cayenne und am 8. Oktober das kurz zuvor (6. März 1667 durch Admiral Abraham Crijnssen) an die Niederländer verlorene Suriname. Danach kehrte er Anfang November nach Barbados zurück und erreichte England schließlich im April 1668. Diese Kämpfe hatten jedoch kaum Auswirkungen auf die kriegsentscheidenden Operationen in Europa. Nach dem Frieden von Breda erhielt England fast alle seine verlorenen Besitzungen in der Karibik zurück, während die Niederländer Suriname zugesprochen bekamen.

## Der Frieden von Breda

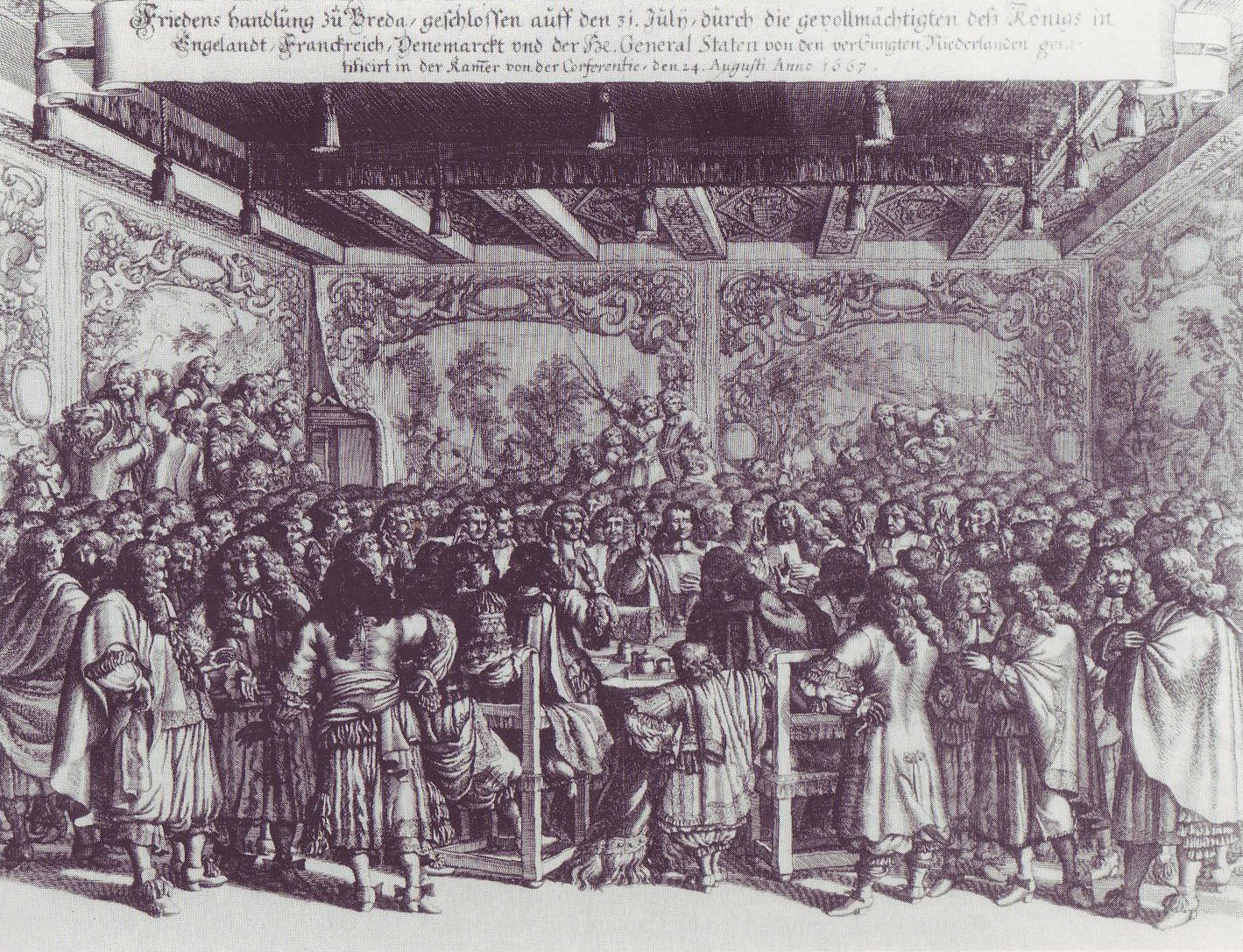
Friedenskongress in Breda, Zeitgenössischer Stich

Die Verhandlungen gestalteten sich schwierig. König Charles II. wollte den Krieg nicht ohne jeglichen Gewinn beenden, um sein Gesicht wahren zu können. Doch die Niederländer, und vor allem Johan de Witt, waren zu keinerlei Konzessionen bereit. Sie befanden sich dabei durchaus in einer vorteilhaften Verhandlungsposition. Wegen der finanziellen Einschränkungen durch das Parlament und die Verluste des Großbrandes von London war Charles II. nicht mehr in der Lage, seine Flotte auszurüsten. Gegen den Widerstand Admiral Moncks gab er im Winter 1666/67 Anweisung, die großen Linienschiffe abzutakeln und außer Dienst zu stellen. Der Krieg sollte lediglich mit Kaperfahrern weitergeführt werden, um den niederländischen Handel zu schädigen: „Die Holländer werden hierdurch wirksam gedemütigt, während England gleichzeitig weniger durch die Ausrüstung mächtiger Flotten erschöpft wird; es genügt, nur einige Fregatten auf Kreuztouren zu belassen.“ Der Theoretiker des Seekrieges Alfred Thayer Mahan verurteilte diese Entscheidung später: „Diese Art der Kriegführung hat stets viel Verlockendes, wenn Sparsamkeit beobachtet werden soll, da sie scheinbar nur die Indiensthaltung einiger schneller Kreuzer erfordert. Der Schaden, den man dem gegnerischen Handel zufügt ist unleugbar […] aber er wird nie allein zum Erfolg führen. […] Denn nicht die Wegnahme einzelner Schiffe oder Konvois bringt eine Nation in Gefahr, sondern eine überlegene gegnerische Flottenmacht, welche die schwächere Flagge von der See verjagen kann.“
Gerade über diese überlegene Flotte verfügten die Vereinigten Niederlande ab dem Frühjahr 1667, nachdem ihnen die Engländer die Seeherrschaft hatten überlassen müssen. Trotz dieses Druckes, der auf die englischen Handelswege ausgeübt wurde, zogen sich die Verhandlungen in Breda in die Länge. Da begann im Mai 1667 König Ludwig XIV. seinen lange vorbereiteten Eroberungszug gegen die Spanischen Niederlande (→ Devolutionskrieg). Der schnelle Vormarsch der französischen Truppen beunruhigte die niederländischen Politiker, denn obwohl Frankreich ein verlässlicher Verbündeter war, empfand man es trotzdem auch als mögliche Bedrohung. Der Historiker John A. Lynn formulierte dies mit der Erklärung: „Ein inaktives und müdes Spanien stellte für sie einen besseren Nachbarn dar, als ein mächtiges und aggressives Frankreich.“ Die Vereinigten Niederlande hatten deshalb wesentliches Interesse daran, die Spanischen Niederlande als eine Art „Pufferstaat“ zu erhalten. Daher mussten sie sich nun beeilen, den Krieg gegen England zu beenden, um sich dem Konflikt zwischen Spanien und Frankreich zuwenden zu können.

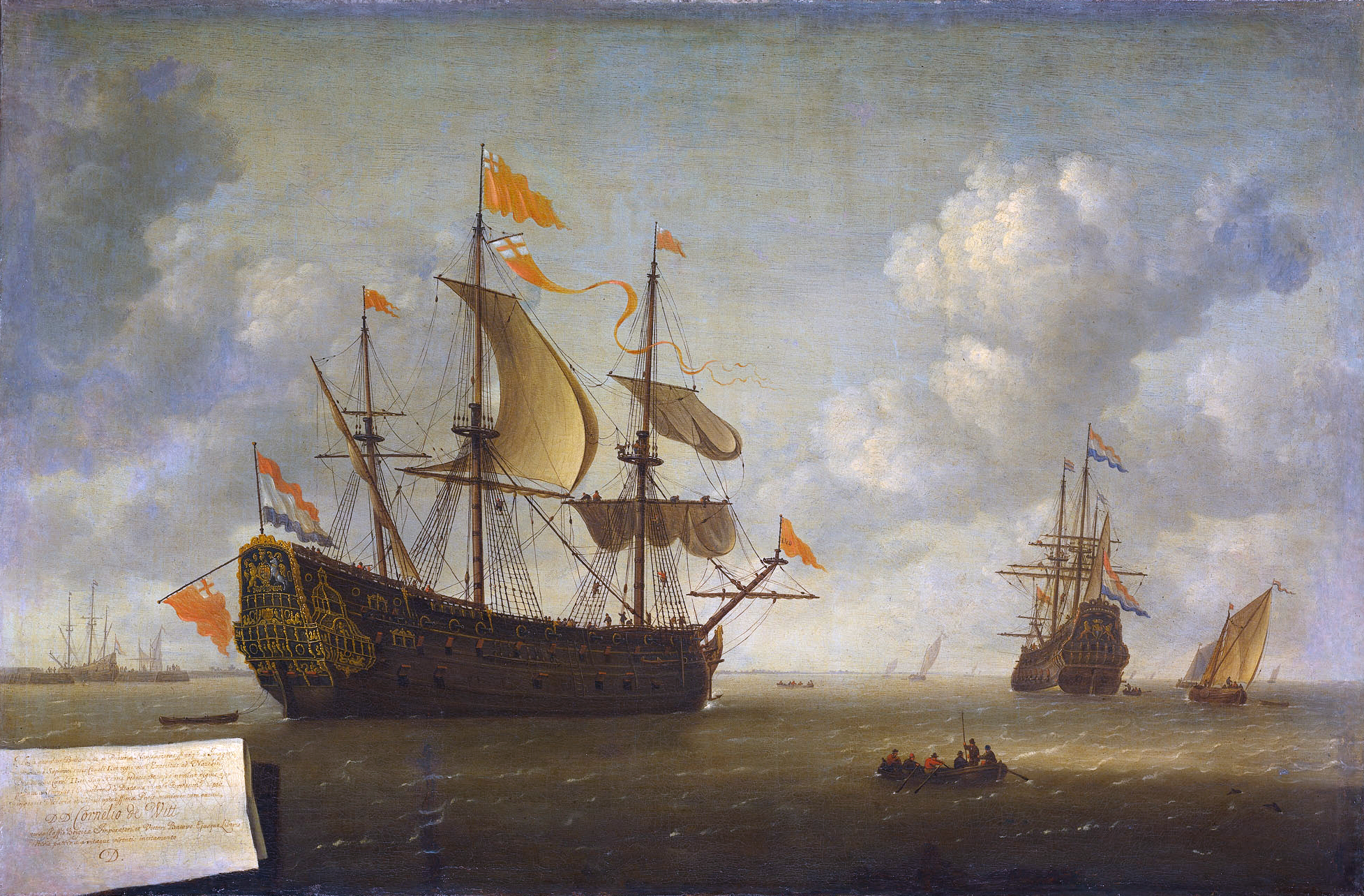
Die während des Überfalls im Medway 1667 aufgebrachte Royal Charles, Gemälde von Jeronymus van Diest

Um den Druck auf König Charles II. weiter zu erhöhen, befahl De Witt Admiral De Ruyter, England direkt anzugreifen. Der Admiral hielt das Unternehmen zunächst für undurchführbar, fügte sich letztlich jedoch den Anweisungen. Am 9. Juni 1667 drang die niederländische Flotte in die Themsemündung ein und griff dort Befestigungen und Depots an. Sie fiel auch in den Nebenfluss Medway ein und eroberte oder verbrannte dort eine große Anzahl Schiffe der abgetakelten englischen Flotte. De Ruyter besetzte Sheerness und Queenborough und zog sich erst nach fünf Tagen wieder vom englischen Boden zurück. Die Verhandlungen kamen daraufhin wieder in Fluss. Als Charles II. seine Unterschrift jedoch wieder verweigern wollte, segelte Admiral De Ruyter Mitte Juli noch einmal in die Themse ein und erschien vor Gravesend. Dies löste in London eine Panik aus, die viele Bewohner zur Flucht veranlasste. Auch einflussreiche Parlamentarier forderten nun von König Charles II. den raschen Friedensschluss, welcher tatsächlich am 31. Juli 1667 in Breda unterzeichnet wurde.
Die Bestimmungen des Friedensvertrages waren moderat. Die Bestimmungen der Navigation-Act wurden geringfügig erleichtert: Ab nun war es niederländischen Handelsschiffen erlaubt, deutsche Waren, die auf dem Rhein in die Niederlande transportiert worden waren, nach England zu liefern. England gab seine Ansprüche auf der Muskatnussinsel Run in Indonesien auf und erkannte die niederländische Herrschaft in Suriname an, das eine kleine niederländische Expedition noch 1667 erobert hatte. Dafür behielt England die Kolonien New York und New Jersey sowie Cape Coast Castle in Guinea.

## Auswirkungen und Folgen

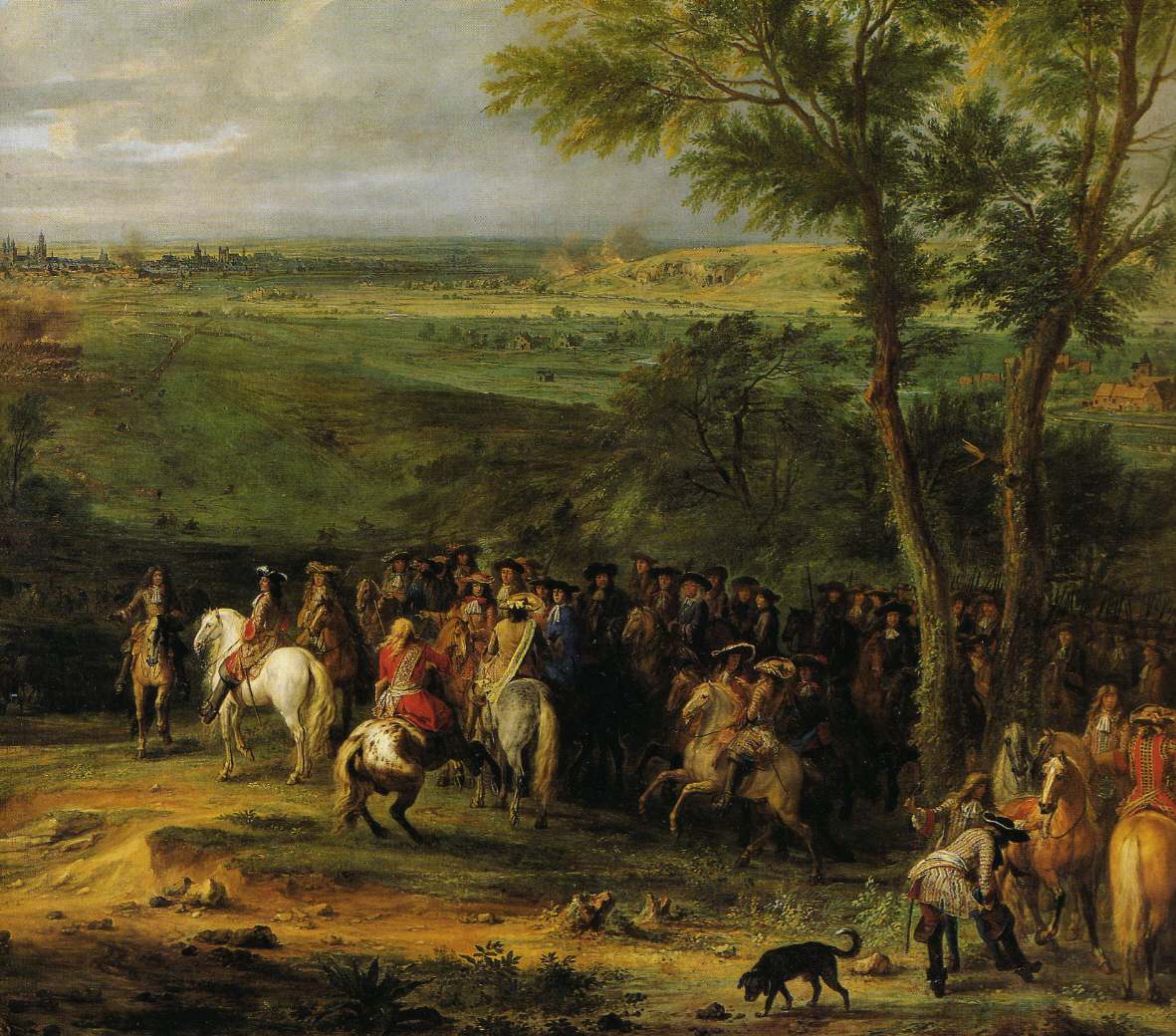
Ludwig XIV. von Frankreich erobert 1673 die niederländische Stadt Maastricht, Gemälde von Adam Frans van der Meulen

Der Krieg war von Seiten der Vereinigten Niederlande zu einem Zeitpunkt beendet worden, als sie gerade in der vorteilhaftesten Position waren, weil sie sich durch den französischen Einmarsch in den Spanischen Niederlanden dazu gezwungen sahen. Der Friedensvertrag stellte deshalb einen Kompromiss dar. Das englische Kriegsziel, den niederländischen Handel zu zerstören und einen Teil desselben an sich zu bringen, war gescheitert. Doch dadurch, dass einerseits die Niederlande sich aus Nordamerika, andererseits England sich aus Suriname und Indonesien zurückgezogen hatte, trat eine echte Entspannung ein. Die Vereinigten Niederlande blieben die führenden Lieferanten von Muskatnuss und erhielten mit Niederländisch-Guayana eine neue Kolonie.
In England hatte der Konflikt zu einer Zuspitzung des Gegensatzes zwischen König und Parlament geführt. König Charles II. hatte sein Ziel, die Stärkung der finanziellen Unabhängigkeit der Krone vom Parlament, verfehlt. Stattdessen kontrollierte das „Committee of Accounts“ nach dem Krieg effektiv die Verwendung aller bewilligten Gelder. König Charles II. sah sich deshalb nach einem neuen Geldgeber um und fand diesen schließlich ab 1670 in König Ludwig XIV. von Frankreich. Die Stuart-Politik richtete sich in der Folge an Frankreich aus und brachte sich so in Gegensatz zum Parlament und zu Teilen der Bevölkerung. Diese Entwicklung gipfelte fast 20 Jahre später in die Glorious Revolution.
In der weiteren politischen Entwicklung traten daneben die Gemeinsamkeiten und Differenzen Englands und der Vereinigten Niederlande weiterhin auf. Schon im Januar 1668 schlossen sich beide Länder mit dem Königreich Schweden in einer Tripelallianz zusammen, um Ludwig XIV. zum Rückzug aus den Spanischen Niederlanden zu zwingen. Der Devolutionskrieg wurde am 2. Mai 1668 im Frieden von Aachen beendet. Danach richteten sich die Expansionsbestrebungen des französischen Königs gegen die Vereinigten Niederlande, von denen er sich verraten fühlte. König Charles II. verbündete sich 1670 im geheimen Vertrag von Dover mit König Ludwig XIV. und eröffnete mit diesem 1672 den gemeinsamen Angriff gegen die Vereinigten Niederlande (→ Holländischer Krieg). Dieser Krieg wird auch als Dritter Englisch-Niederländischer Seekrieg bezeichnet. Er endete bereits 1674 auf Druck des englischen Parlaments.